# ARA Contraalmirante Cordero (P-54)
El patrullero oceánico ARA Contraalmirante Cordero (P-54) (POCC) es el cuarto y último de los cuatro OPV de la clase OPV-87 construidos para la Armada Argentina. Aunque especialistas como Ricardo Burzaco indican correctamente que en realidad es clase Piedrabuena. Debido a que el Bouchard es el único Gowind y a partir del Piedrabuena (P52, P53 y P54) son una nueva CLASE debido a que todo en más de 12 diferencias respecto a la original Bouchard (L Adroit / Gowind). A lo sumo un batch 2.   (By Lic Ricardo Corbacho ).   Se halla en servicio asignado a la División Patrullado Marítimo con apostadero en la base naval de Mar del Plata. 
Su nombre es homenaje al contraalmirante jefe de Estado Mayor Bartolomé Leónidas Cordero de la escuadra argentina. Es el primer buque de la armada en tener el nombre de este ilustre marino que lucha en defensa de la soberanía durante el bloqueo anglo-francés de 1845.

## Construcción
Es el último de los cuatro OPV adquiridos en Francia en 2018. Fue botado el 10 de mayo de 2022 en Lanester. Luego fue llevado a Concarneau para finalizar la construcción.

### Características
El OPV de la clase Bouchard tiene un desplazamiento de 1650 t, una eslora de 87 m, una manga de 13,6 m y un calado de 4,2 m; una propulsión de dos (2) motores diésel ABC (3500 kW c/u; velocidad 21 nudos y autonomía 4000 millas nauticas  -unos 7.200 km-);
 Armas: 1 cañón a control remoto Mk-44 Bushmaster de 30 mm y 2 (dos) ametralladoras a control remoto Browning M2 de 12,7 mm.
Los sensores son un radar de exploración 2D Terma Scanter 6002, un radar de navegación en banda X y otro en banda S; y sistema de combate Polaris que permite intercambio de datos con otros buques de guerra.
El 13 de abril de 2022 la empresa entregó el buque a la tripulación enviada por la Armada Argentina; y el 1.º de junio del mismo año arribó al Apostadero Naval Buenos Aires (en la ciudad de Buenos Aires) siendo recibido por el ministro de Defensa Jorge Taiana y diversas autoridades militares y políticas. La unidad integra desde entonces la División Patrullado Marítimo, con asiento en la Base Naval Mar del Plata.

## Galería

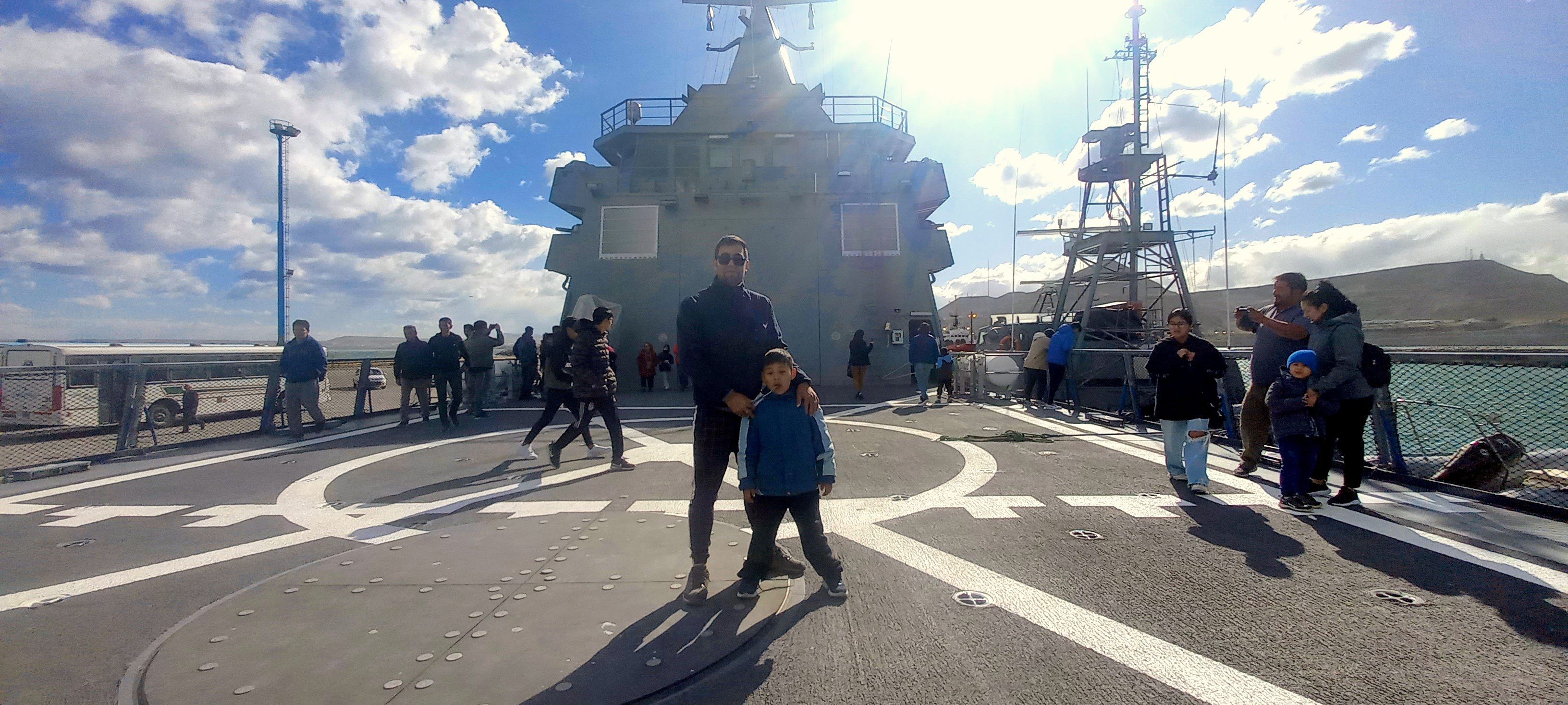
civiles en la nave durante una visita abierta a la comunidad en al puerto de Comodoro Rivadavia.
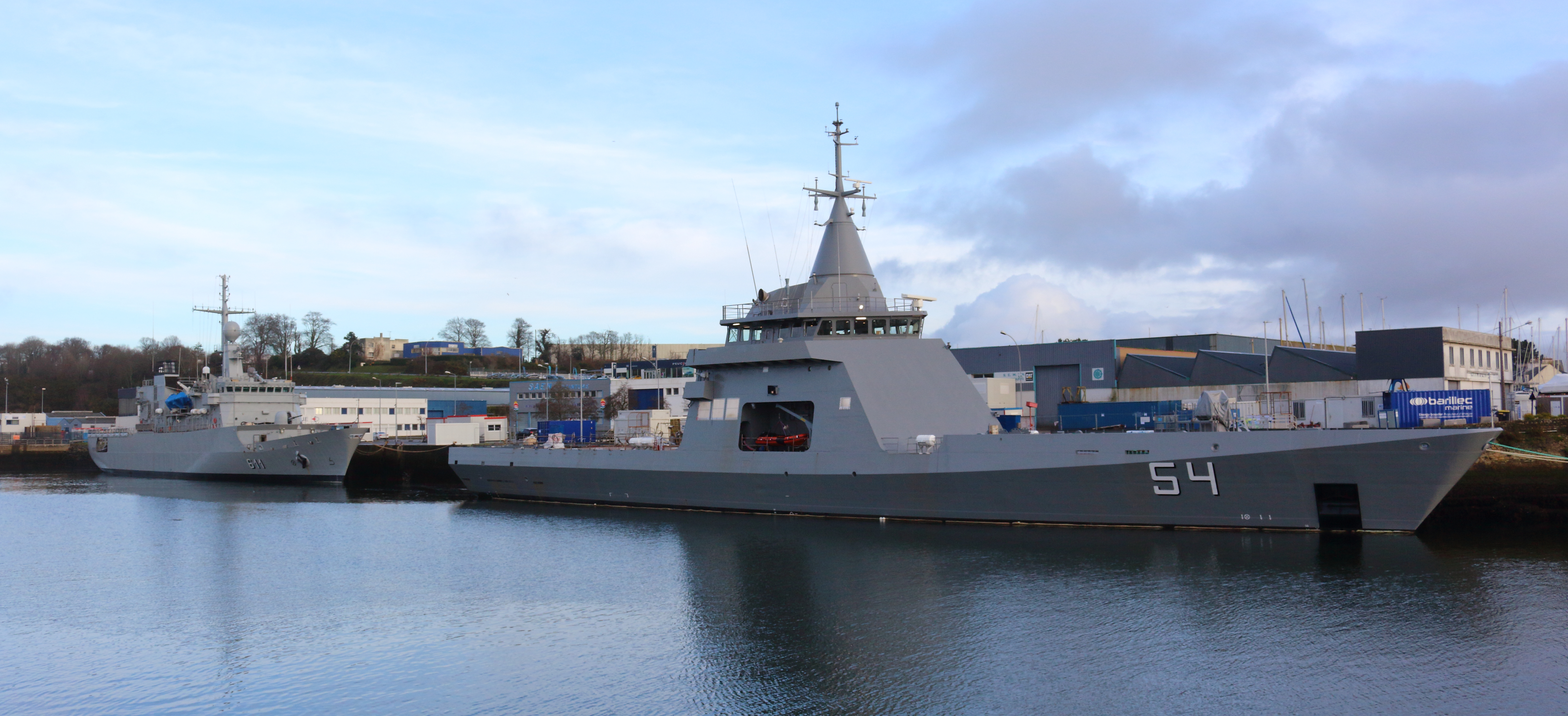
ARA Cordero y la frégate Mohammed V.
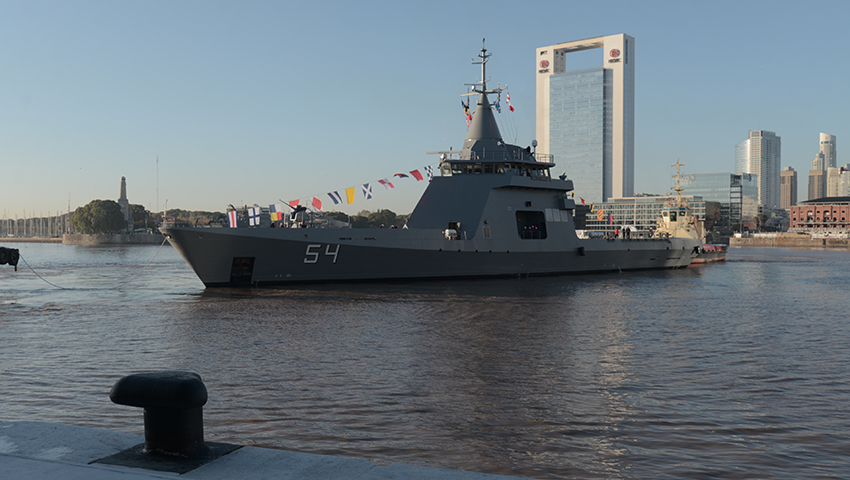
ARA Contraalmirante Cordero (P-54).
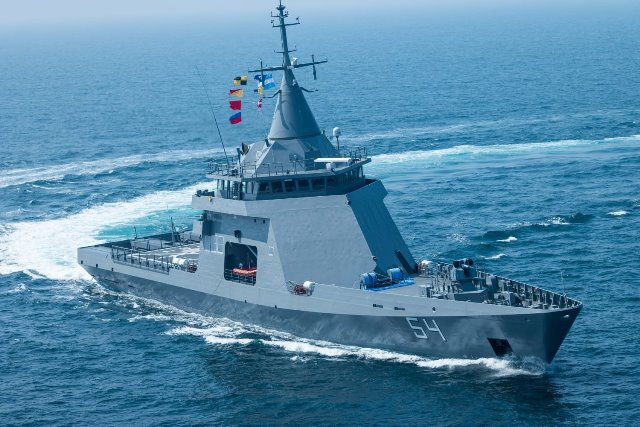
ARA Contraalmirante Cordero (OPV).
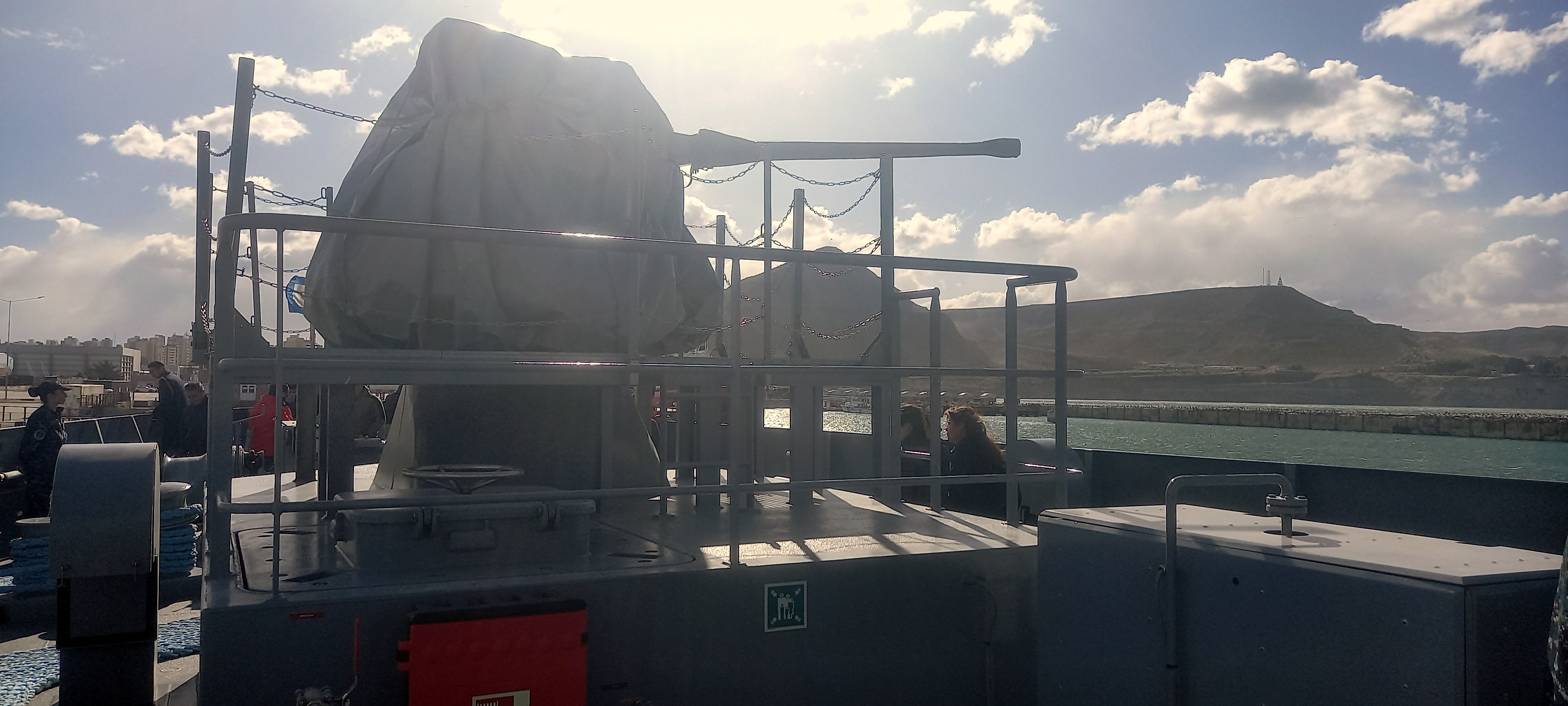
Armamento de la nave militar.
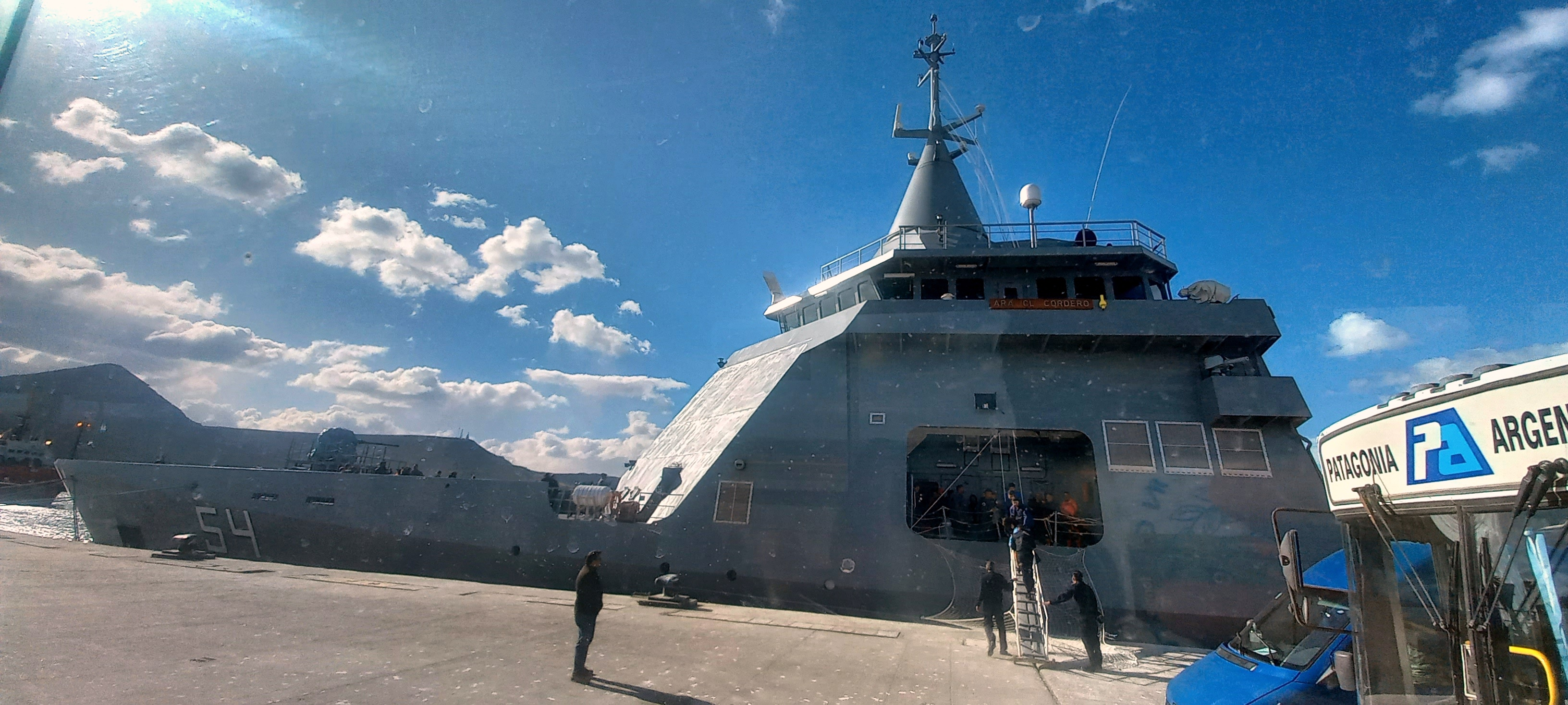
Detalle del barco en su ingreso.